# To už bylo v Simpsonech
To už bylo v Simpsonech (v anglickém originále Simpsons Already Did It) je sedmý díl šesté řady amerického animovaného televizního seriálu Městečko South Park. Premiéru měl 26. června 2002 na americké televizní stanici Comedy Central 

## Děj
Butters pod svým alter-ego Profesor Chaos hodlá vymýšlet další a další plány na vznik chaosu v South Parku. Jenže všechny jeho plány se udály v seriálu Simpsonovi. Mezitím se Cartmanovi daří pomocí tajných přísad urychlit evoluci mořských lidí. V tomto díle zemřela třídní učitelka paní Choksondiková, která vypila kávu v níž byla semena, jež měla být určena právě pro Cartmanův svět.

## Zajímavosti
- Epizoda je narážkou na americký animovaný seriál Simpsonovi (The Simpsons)
- Všechny postavy vypadají na konci epizody jako postavy ze Simpsonů [2]